# 吉田公平
吉田公平（よしだ こうへい、1942年8月31日-　）は、日本の中国哲学者。東洋大学名誉教授。陽明学を研究。専攻は中国哲学、日本近世思想史。

## 来歴
宮城県生まれ。東北大学文学部哲学科卒業。同大学院博士課程中退。1991年「陸象山と王陽明」で東北大学文学博士。九州大学助手、東北大学教養部助教授、1991年広島大学文学部教授を経て、東洋大学教授。2013年定年退任、名誉教授。  

## 著書
- 『陸象山と王陽明』研文出版 1990
- 『菜根譚』たちばな出版 タチバナ教養文庫 1996
- 『洗心洞箚記 大塩平八郎の読書ノート』たちばな出版 タチバナ教養文庫（上下） 1998
- 『日本における陽明学』ぺりかん社 1999
- 『陽明学が問いかけるもの』研文出版 研文選書 2000
- 『論語』たちばな出版 タチバナ教養文庫 2000
- 『中国近世の心学思想』研文出版 2012
- 『日本近世の心学思想』研文出版 2013
- 『陽明学からのメッセージ』研文出版 研文選書 2013

### 編訳・共著
- 『鑑賞中国の古典 第10巻 伝習録』角川書店 1988 
  - 『王陽明「伝習録」を読む』講談社学術文庫 2013。ISBN 978-4-06-292172-5
- 『中国の古典　伝習録 「陽明学」の真髄』講談社 1988
  - 『伝習録 「陽明学」の真髄』たちばな出版 タチバナ教養文庫 1995
- 『中江藤樹心学派全集』小山國三共編 研文出版 2007
- 『近代化と伝統の間　明治期の人間観と世界観』岩井昌悟・小坂国継共編 教育評論社 2016
- 『中江藤樹の心学と会津・喜多方』小山國三共著 研文出版 2018

## 記念論文集
- 『哲学資源としての中国思想 吉田公平教授退休記念論集』研文出版 2013 - 神田神保町・山本書店の出版部

## 参考
- 「王陽明「伝習録」を読む」著者紹介
- 『現代日本人名録』2002年